# Rodinný stav
Rodinný stav je tradiční termín, který označuje vztah člověka vzhledem k jeho manželství. Tento indikátor je využíván v demografii, ve statistice, v sociologii a právu. V českém právním řádu pravděpodobně není nikde explicitně definován ani není explicitně vyjmenováno, jaké rodinné stavy existují a jak jsou definovány, ale řada právních předpisů tento termín používá a odvolává se na něj. Obvykle se u mužů rozlišují stavy svobodný, ženatý, rozvedený nebo vdovec, u žen stavy svobodná, vdaná, rozvedená nebo vdova. Ke změně rodinného stavu dochází sňatkem, rozvodem nebo ovdověním.

## Kontext rodinného stavu
Údaj nevyjadřuje jednoznačně celou rodinnou situaci, která je určena řadou dalších ukazatelů, nevypovídá o tom, zda má člověk nějaké děti a kolik, nevypovídá ani o tom, zda člověk žije sám nebo v nějaké rodině (původní nebo v rodině bratra, sestry apod.), v odluce, nepodchycuje nesezdaná nebo neregistrovaná soužití či partnerství. Registrované partnerství není českým právním řádem považováno za rodinný stav, ale jen obecněji za osobní stav, nicméně údaj o tomto stavu je v dokladech a evidencích slovem „partnerství“ uváděn místo údaje o rodinném stavu a registrované partnerství je překážkou manželství a naopak.
Změna rodinného stavu může znamenat sociální vzestup, ale i sestup až po stav sociálního ohrožení. Sňatek může být vnímán jako iniciační krok, vstup do dospělosti. Členové neúplných rodin, zejména svobodné matky a nemanželské děti, ale i vdovy a sirotci, mohou mít nižší sociální status. V některých kulturách či společenstvích může například pro ženu i ovdovění představovat závažný problém. Vdané ženy obvykle mívají ve společnosti vyšší status než svobodné, ale jsou vázány více omezeními. Stav rozvedených byl a dosud zčásti je chápán jako sociálně méněcennější než stav manželský.
Někdy se uvádí, že je empiricky prokázáno, že osoby žijící v manželství se dožívají zpravidla vyššího věku, což však může být způsobeno naopak tím, že životaschopnější osoby častěji uzavírají manželství a jejich manželství jsou trvanlivější.
V kulturách či společenských vrstvách, které akceptují dětské sňatky, jde obvykle jen o formální změnu statusu, kde jde de facto spíše o příslib manželství mezi dvěma příbuzenskými skupinami.
Do pracovního životopisu se mnohdy doporučuje neuvádět žádné soukromé údaje, zejména ty, které by mohly vést k diskriminaci.

## České právo
Občanský zákoník č. 89/2012 Sb. sice v § 9 říká: „Občanský zákoník upravuje osobní stav osob.“ a je do něj zahrnuta dřívější materie zákona o rodině, ale termín „rodinný stav“ se v něm vůbec nevyskytuje. Rovněž slovo svobodný (svobodná) jako označení rodinného stavu ani slovo „ženatý“ se v něm v žádném tvaru nevyskytují. Třikrát se v něm vyskytuje slovo „neprovdaná“ (dvakrát v souvislosti s výživným a jednou v souvislosti s otcovstvím dítěte narozeného z umělého oplodnění), dvakrát slovo „provdaná“, a to vždy v sousloví „znovu provdaná“, a jednou slovo „vdaná“ (v souvislosti s popřením otcovství v případě umělého oplodnění). Přídavné jméno „rozvedený“ je používáno jak ve vztahu k manželství („rozvedené manželství“), tak ve vztahu k oběma manželům současně („rozvedení manželé“), tak ve vztahu k jednotlivým rozvedeným manželům, kde zákon používá generické maskulinum rozvedený manžel pro muže i pro ženu (příjmení rozvedeného manžela, výživné rozvedeného manžela).
Zákon o evidenci obyvatel (133/2000 Sb.) termín „rodinný stav“ používá, ale nedefinuje jej ani neodkazuje na žádnou jeho definici a nevyjmenovává, jaké rodinné stavy existují. Podle § 3 odst. 3 písm. l) se v informačním systému o občanech vedou tyto údaje: rodinný stav, datum, místo a okres uzavření manželství, došlo-li k uzavření manželství mimo území České republiky, vede se místo a stát, datum nabytí právní moci rozhodnutí soudu o prohlášení manželství za neplatné, datum nabytí právní moci rozhodnutí soudu o zdánlivém manželství, datum zániku manželství smrtí jednoho z manželů, nebo datum nabytí právní moci rozhodnutí soudu o prohlášení jednoho z manželů za mrtvého a den, který byl v pravomocném rozhodnutí soudu o prohlášení za mrtvého uveden jako den smrti, popřípadě jako den, který nepřežil, anebo datum nabytí právní moci rozhodnutí soudu o rozvodu manželství; uvedené místo a okres uzavření manželství na území České republiky jsou vedeny ve formě referenční vazby (kódu územního prvku) na referenční údaj v základním registru územní identifikace, adres a nemovitostí. Podle následujícího písm. m) pak údaje: datum, místo a okres vzniku (registrovaného) partnerství, došlo-li ke vzniku partnerství mimo území České republiky, vede se místo a stát, datum nabytí právní moci rozhodnutí soudu o neplatnosti nebo o neexistenci partnerství, datum zániku partnerství smrtí jednoho z partnerů, nebo datum nabytí právní moci rozhodnutí soudu o prohlášení jednoho z partnerů za mrtvého a den, který byl v pravomocném rozhodnutí soudu o prohlášení za mrtvého uveden jako den smrti, popřípadě jako den, který nepřežil, anebo datum nabytí právní moci rozhodnutí soudu o zrušení partnerství; uvedené místo a okres vzniku partnerství na území České republiky je vedeno ve formě referenční vazby (kódu územního prvku) na referenční údaj v základním registru územní identifikace, adres a nemovitostí. V informačních systémech o cizincích, vedených policií, se pak z těchto údajů vedou pouze „rodinný stav nebo partnerství“.
Zákon o občanských průkazech (č. 328/1999 Sb.) stanoví, že v občanském průkaze a v evidenci občanských průkazů může být uveden rodinný stav nebo registrované partnerství. Tyto údaje se uvádějí v téže kolonce, tj. u osoby, u které se uvádí registrované partnerství, se neuvádí rodinný stav. Pokud občan sdělí, že si nepřeje zapsání údaje o rodinném stavu nebo partnerství, tento údaj se do občanského průkazu nezapíše. Z formulací zákona plyne, že ke změně rodinného stavu může dojít sňatkem, zatímco vznikem partnerství dochází ke změně osobního stavu. Úřady působící na úseku občanských průkazů mohou pro ověření využívat údaje z evidence obyvatel v rozsahu rodinný stav, datum, místo a okres uzavření manželství, došlo-li k uzavření manželství mimo území České republiky, místo a stát, datum nabytí právní moci rozhodnutí soudu o prohlášení manželství za neplatné, datum nabytí právní moci rozhodnutí soudu o neexistenci manželství, datum zániku manželství smrtí jednoho z manželů, nebo datum nabytí právní moci rozhodnutí soudu o prohlášení jednoho z manželů za mrtvého a den, který byl v pravomocném rozhodnutí soudu o prohlášení za mrtvého uveden jako den smrti, popřípadě jako den, který nepřežil, anebo datum nabytí právní moci rozhodnutí soudu o rozvodu manželství.
Zákon o matrikách (č. 301/2000 Sb.) je pouze uvedeno, že pro výkon státní správy na úseku matrik využívají úřady výše zmíněné údaje z informačního systému evidence obyvatel. Rovněž podle tohoto zákona úřady před uzavřením manželství prověřují, zda nastávající manželé mohou do manželství vstoupit; vdovy a vdovce přitom zákon nazývá „osoby ovdovělé“, obdobně zmiňuje „osoby rozvedené“ a „osoby, jejichž partnerství zaniklo“. Výrazy „svobodný“ či „ženatý“ se v zákoně vůbec nevyskytují, jednou je zmíněna „žena neprovdaná“ (v souvislosti s dítětem narozeným z umělého oplodnění).
Český statistický úřad rozlišoval při sčítání lidu, domů a bytů v roce 2001 čtyři rodinné stavy: „svobodní“, „ženatí/vdané“, „rozvedení“ a „ovdovělí“.
Z právního hlediska je aktuální otázkou zejména to, zda se rozvedený člověk může považovat a označovat za svobodného, nebo zda může být označován jen jako rozvedený. Český právní řád tuto otázku nikde výslovně neřeší a používání těchto termínů pro rodinný stav je dáno pouze úředním územ.
Pokud je v občanském průkazu rodinný stav uveden, v případě jeho změny sňatkem matrikář ustřihl určený roh dokladu s tím, že do 15 dnů si novomanžel musel zažádat o nový. Ve stejné lhůtě si museli zažádat o nový doklad i rozvedení.
Zrušení povinnosti uvádět údaj o rodinném stavu v občanských průkazech byl ovlivněn jednak požadavkem soukromí (u registrovaných partnerů působil tento údaj jako stigma indikující jejich homosexualitu, a stejně tak i svobodní, ženatí, vdaní či ovdovělí mohli vnímat jako zbytečný zásah do soukromí, pokud se o jejich stavu dozvěděl každý, komu prokazovali svoji totožnost), a také tím pominula nutnost měnit si občanský průkaz při každém sňatku či rozvodu, i když se nemění totožnost a jméno či příjmení. Také ministerstvo vnitra, považovalo za výhodu, že „lidem ušetří čas, úředníkům práci a státu peníze.“ Ministerstvo vnitra uvedlo, že tento údaj nesouvisí bezprostředně s identifikací občana a lidé si ho nepřáli ve svých občanských průkazech uvádět. Pokud si však někdo na občanský průkaz rodinný stav zapsat nenechá, musel ho pak v případě potřeby v některých případech (například před sňatkem nebo před zápisem otcovství do rodného listu dítěte) samostatně dokládat zpoplatněným výpisem z evidence obyvatel, zatímco na jiných matričních úřadech už v téže době věděli, že matrikářka má ze zákona povinnost si údaje ověřit dálkovým přístupem. Absence údaje však může zkomplikovat například kontakt s nemocnicemi.